# Carl Czerny

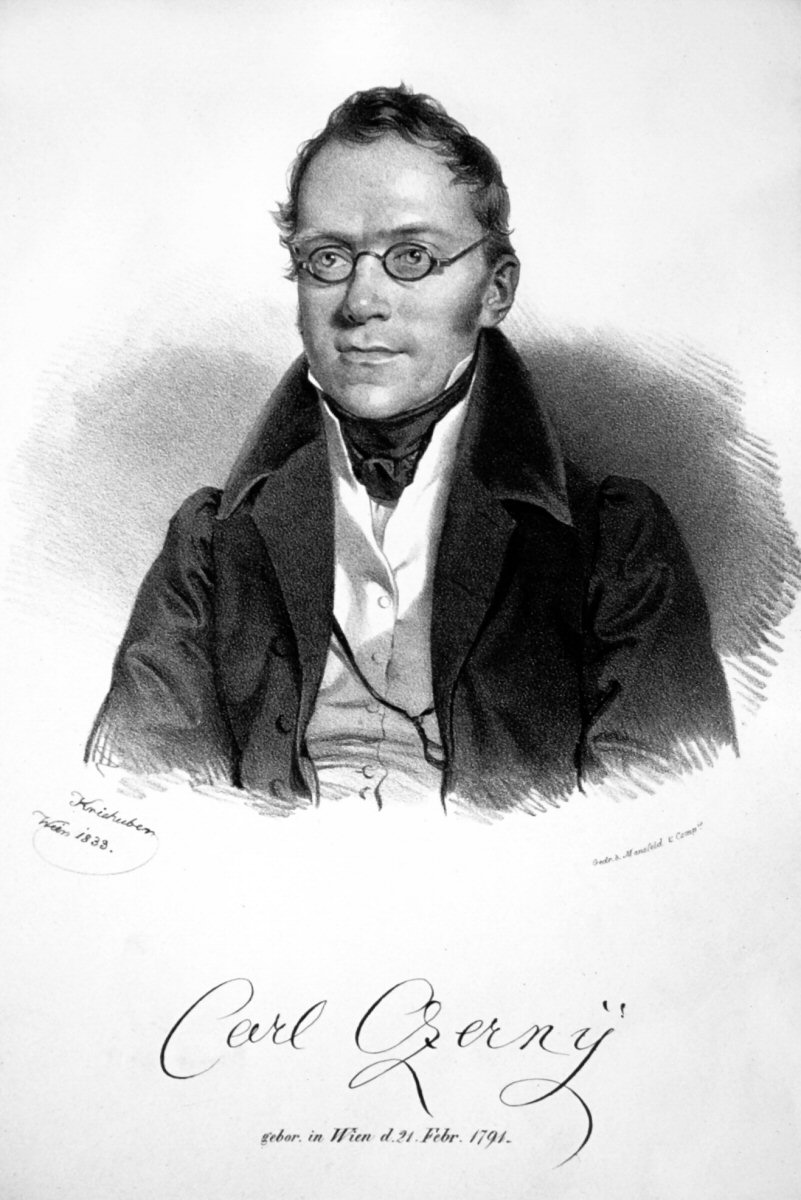
Carl Czerny 1833, Lithografie von Joseph Kriehuber

Carl Czerny (* 21. Februar 1791 in Wien; † 15. Juli 1857 ebenda) war ein österreichischer Komponist, Pianist und Klavierpädagoge.

## Leben
Carl Czerny ist der Sohn des Klavierlehrers Wenzel Czerny und seiner Frau Maria geb. Ruzitschka. Er wurde ab seinem 3. Lebensjahr von seinem Vater ausgebildet.
Kurz nach seinem ersten erfolgreichen Konzert im Wiener Augarten 1800 spielte Czerny Ludwig van Beethoven vor. Dieser erkannte sein Talent und unterrichtete ihn drei Jahre lang unentgeltlich. Carl Czerny konnte das gesamte Klavierwerk seines Lehrers mit 17 Jahren auswendig spielen und wurde so ein gefeierter Beethoven-Interpret. Bei der ersten Wiener Aufführung von Beethovens 5. Klavierkonzert am 11. Februar 1812 spielte er den Solopart. Er studierte bei Muzio Clementi und Johann Nepomuk Hummel sowie Antonio Salieri weiter, trat jedoch relativ selten in Konzerten auf.
Zu Czernys Schülern zählten u. a. Franz Liszt, Anna Caroline de Belleville, Theodor Leschetitzky, Theodor Döhler, Alfred Jaëll, Theodor Kullak, Friederike Bäuerle sowie Beethovens Neffe Karl. Er schrieb über 1.000 Kompositionen; einige seiner Etüdensammlungen, etwa die „Schule der Geläufigkeit“ (Op. 299) und die „Kunst der Fingerfertigkeit“ (Op. 740), werden bis heute im Unterricht verwendet. Er war einer der ersten Komponisten, der die Bezeichnung Etüde als Titel wählte. Bedeutend war auch seine umfangreiche, etwa 1838 erschienene Klavierschule Op. 500 („Vollständige theoretisch-practische Pianoforte-Schule, von dem ersten Anfange bis zur höchsten Ausbildung fortschreitend“). Czerny wird zu den wichtigsten Mitgliedern des Wiener Musiklebens seiner Zeit gezählt. Liszt widmete ihm später seine 12 Études d’exécution transcendante.

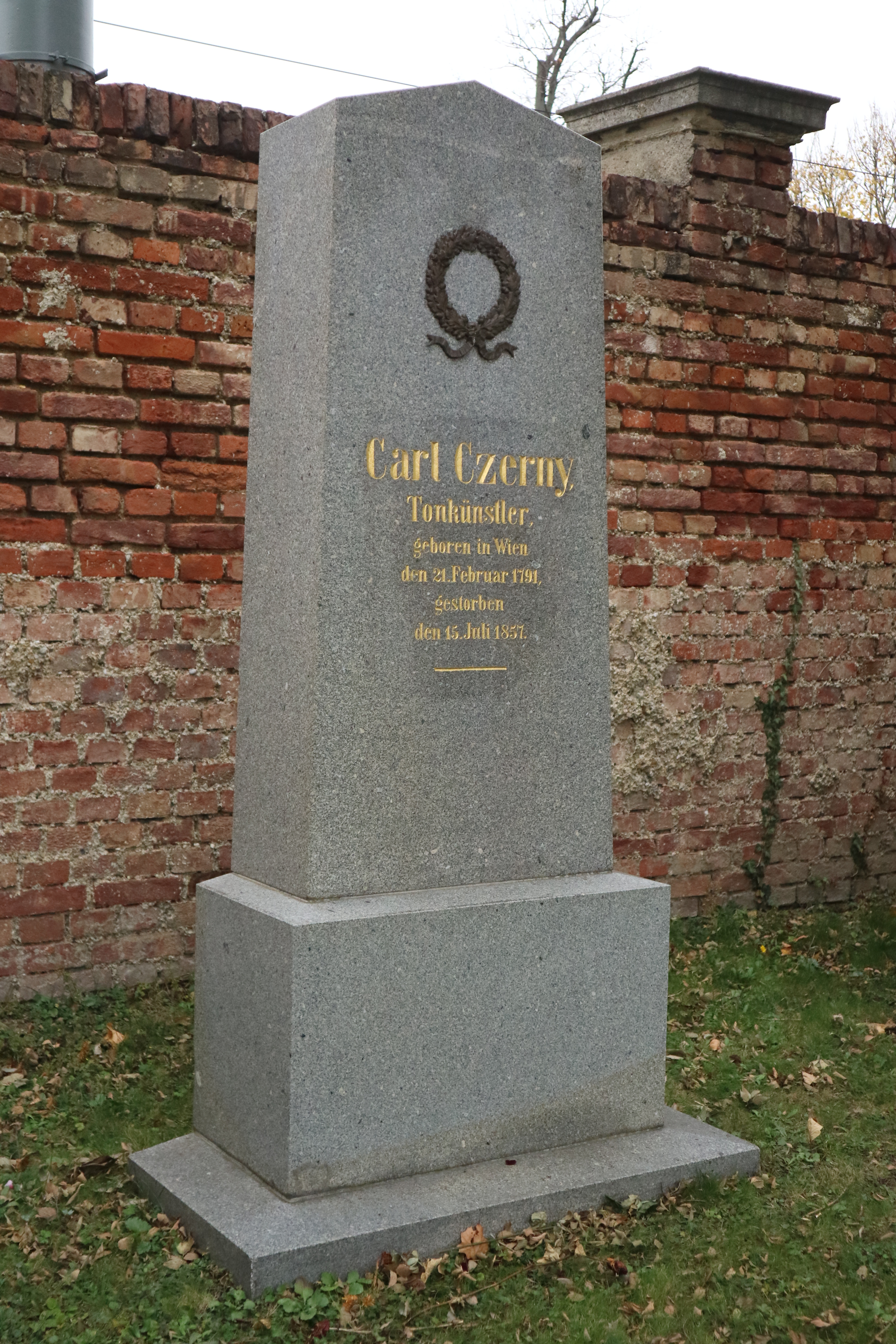
Ehrengrab am Wiener Zentralfriedhof

Czerny war auch als Musiktheoretiker tätig, schrieb eine Systematische Anleitung zum Fantasieren auf dem Pianoforte Op. 200, gehörte zu den ersten Editoren einer Bach-Gesamtausgabe (als solcher aber wegen fragwürdiger Editionspraxis rasch abgelöst) und übersetzte vier umfangreiche Kompositions-Traktate von Anton Reicha: die Compositionslehre (4 Bände 1832) und Die Kunst der dramatischen Composition (1839). Seine Ausgabe des Wohltemperierten Klaviers von J. S. Bach wurde vielfach nachgedruckt – was auch zur Verbreitung des unauthentischen „Schwencke-Takts“ im ersten Präludium beitrug.
Czerny starb als wohlhabender Mann. Sein Ehrengrab befindet sich heute auf dem Wiener Zentralfriedhof (Gruppe 0, Reihe 1, Nummer 49).
In Wien (20. Bezirk Brigittenau) wurde 1907 die Karl-Czerny-Gasse nach ihm benannt.
Der Asteroid (6294) Czerny wurde nach ihm benannt.

## Werke (Auswahl)
Über Czernys Etüdensammlungen gerieten seine übrigen Werke, darunter zahlreiche Symphonien, 11 Klaviersonaten und Klavierkonzerte, Kirchenmusik und Kammermusik, für lange Zeit in Vergessenheit und erfuhren erst Ende des 20. Jahrhunderts wieder stärkere Beachtung. Sein Kompositionsstil lehnt sich an die Wiener Klassik an, lässt aber auch gelegentlich Einflüsse der Musik der Romantik vernehmen.

### Orchesterwerke
Sinfonien:
- Op. 780 – Grande Sinfonie Nr. 1 in C-Moll
- Op. 781 – Sinfonie Nr. 2
- WoO – Sinfonie Nr. 3
- WoO – Sinfonie Nr. 4 H-Dur
- WoO – Sinfonie Nr. 5
- WoO – Sinfonie Nr. 6 in G-Moll

Klavierkonzerte:
- Op. 28 – Klavierkonzert in F-Dur
- Op. 78 – Klavierkonzert in C-Dur
- Op. 153 – Klavierkonzert für 4 Hände in C-Dur
- Op. 214 – Klavierkonzert in A-Moll
- WoO –  Klavierkonzert in D-Moll

### Klavierwerke
Klaviersonaten
- Op. 7 – Klaviersonate Nr. 1 in As-Dur
- Op. 13 – Klaviersonate Nr. 2 in A-Moll
- Op. 57 – Klaviersonate Nr. 3 in F-Moll
- Op. 65 – Klaviersonate Nr. 4 in G-Dur
- Op. 76 – Klaviersonate Nr. 5 in E-Dur
- Op. 124 – Klaviersonate Nr. 6 in D-Moll
- Op. 143 – Klaviersonate Nr. 7 in E-Moll (Grande Fantaisie en forme de Sonate)
- Op. 144 – Klaviersonate Nr. 8 in Es-Dur (Grande Fantaisie en forme de Sonate)
- Op. 145 – Klaviersonate Nr. 9 in H-Moll (Grande Fantaisie en forme de sonate)
- Op. 268 – Klaviersonate Nr. 10 (Grande Sonate d’Etude)
- Op. 730 – Klaviersonate Nr. 11

Etüden
- Op. 299 – Die Schule der Geläufigkeit
- Op. 365 – Schule des Virtuosen
- Op. 599 – Erster Lehrmeister
- Op. 692 – Grandes études caractéristiques
- Op. 718 – 24 Etüden für die linke Hand
- Op. 740 – Die Kunst der Fingerfertigkeit
- Op. 756 – Grandes études de salon
- Op. 849 – Études de mécanisme

### Vokalwerke
Lieder
- In questa tomba oscura (Text: Giuseppe Carpani), Sammlung von 68 Vertonungen des gleichnamigen Gedichts von unterschiedlichen Komponisten, gesammelte Vertonungen auf IMSLP